# Rosemarie Frankland
Rosemarie Frankland (Wrexham, 1 de fevereiro de 1943 — Marina del Rey, 2 de dezembro de 2000) foi uma atriz, modelo e rainha da beleza de Gales, Reino Unido, que venceu o Miss Mundo 1961. 
Ela foi a primeira britânica a levar esta coroa. 

## Biografia
Nascida em Rhosllannerchrugog, Wrexham, em Gales, ela se mudou para Lancashire, Inglaterra, ainda criança. 
Após anos enfrentando a depressão, doença que a levou a usar drogas e álcool, ela faleceu em dezembro de 2000 devido a uma overdose de remédios antidepressivos. Na época, morava na Califórnia, Estados Unidos, tendo seus restos mortais sido levados de volta à Gales, onde foram enterrados no cemitério de Rhosllannerchrugog. Após sua morte, seu primeiro marido, Ben Jones, teria dito que "ter sido Miss Mundo aos 18 anos sem ter ninguém para guiá-la e ajudá-la a lidar com a profundidade disto foi demais para ela".
Rosemarie deixou uma filha, Jessica Entner, nascida de seu casamento com o segundo marido, Warren Entner.

## Participação em concursos de beleza
Foi Rainha do Festival, Miss Lakeland 1960, Miss Morecambe 1960 e Miss Gales 1961 (acesse foto de Rosemarie com suas faixas).
Rosemarie também participou do Miss Universo 1961 onde ficou em 2º lugar. Meses depois, em Londres, como Miss Reino Unido, levou a coroa de Miss Mundo 1961.
Ao ser coroada, o apresentador do concurso, Bob Hope, teria dito que ela era a garota mais bonita que ele jamais havia visto. 

### Reinado e polêmica
Durante seu reinado, ela acompanhou Hope em diversos eventos e viagens, o que gerou rumores de que eles tinham um relacionamento amoroso, tendo mais tarde ela se tornado sua assistente. Em 2014, baseado numa biografia, o jornal Daily Mail escreveu que Rosemarie havia sido o grande amor de Bob por 30 anos.

## Vida após os concursos de beleza
Após coroar sua sucessora e com a ajuda de Hope, ela teve uma pequena carreira como atriz, tendo seu papel mais relevante sido em seu último filme, Bom Mesmo É Amar. Gravado em 1965, o filme também era estrelado por Hope. 
Seu primeiro casamento foi com o fotógrafo Ben Jones, entre 1963 e 1966. Em 1970 ela casou-se com o guitarrista e cantor do Grass Roots, Warren Entner, com quem se mudou para Los Angeles. O casal teve uma filha, Jéssica, em 1976, e se divorciou em 1981.